# Tehnici de laborator
Tehnicile de laborator sunt procedee folosite în biologie, științe naturale, fizică, chimie în realizarea experimentelor de laborator conform cu  metode, principii științifice din matematică (logică, statistică, informatică), fizică, chimie, biologie, psihologie.
Experimentele de laborator pot fi clasificate în:
- - experimente de confirmare a legilor deja cunoscute în fizică, chimie, biologie etc.
- - experimente de cercetare prin care se încearcă descoperirea a ceva nou.

Tehnici de separare:
Separatea pe baza diferenței de mărime (Particles size distribution)
- utilizarea filtrelor sau a sitelor

Separarea prin diferența de densitate 
- utilizarea unui jet de fluid ca mediu de separare (dacă fluidul este aer, utilajul se numește suflantă)